# ميجيل سيد
ميجيل سيد (21 مايو 1992 ببورتو في البرتغال - ) هو لاعب كرة قدم برتغالي في مركز الوسط. لعب مع نادي بوافيشتا.

## روابط خارجية
- ميجيل سيد على موقع قاعدة بيانات كرة القدم.إي يو (الإنجليزية)
- ميجيل سيد على موقع Soccerway.com (الإنجليزية)
- ميجيل سيد على موقع AS.com (الإسبانية)